# Peixes (constelação)
Pisces, os Peixes, é uma constelação do Zodíaco. O genitivo, usado para formar nomes de estrelas, é Piscium. A principal delas, α Psc, chama-se também Alrisha, que quer dizer "o Nó", em referência ao elo que une os dois peixes que eram a deusa Afrodite e seu filho Eros, transformados para poderem escapar do titã Tifão.
As constelações vizinhas, segundo as fronteiras modernas, são o Triângulo, a Andrômeda, o Pégaso, o Aguadeiro, a Baleia e o Carneiro.